# Burg Heeßel

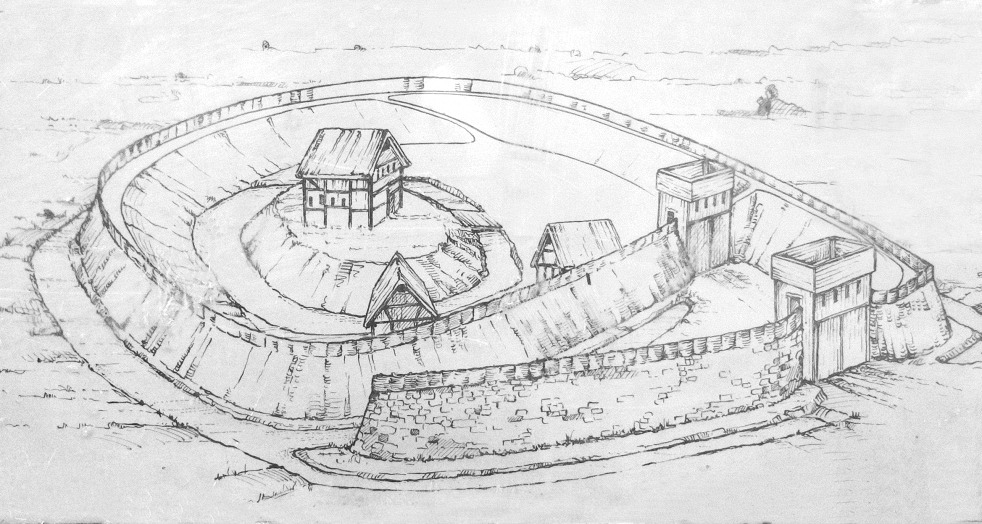
Rekonstruktion von Burg Heeßel mit Ringwall, Vorwall mit Vorburg und Haupthaus auf einem Turmhügel

Die Burg Heeßel ist der Burgstall einer von Wällen umgebenen, frühmittelalterlichen Befestigungsanlage nahe dem Burgdorfer Ortsteil Heeßel in Niedersachsen. Der Nutzungszeitraum erstreckte sich vom 8. bis ins 13. Jahrhundert, wobei die Burg zeitweise Sitz des Burgdorfer Geschlechtes derer von Depenau gewesen sein soll. Heute sind von der Anlage noch ausgedehnte Erdwälle und der Burghügel vorhanden.

## Lage
Die Burg liegt etwa 20 km Luftlinie nordöstlich des Stadtzentrums von Hannover und etwa 2 km westlich von Burgdorf. Sie befindet sich im Waldstück „Heeßeler Tannen“ etwa 200 m außerhalb von Heeßel innerhalb eines Landschaftsschutzgebietes. Erreichbar ist sie über den Burgweg, der in Heeßel von der Hauptstraße (ehemals B 188) nach Süden führt. Während der Ort auf einem Geestrücken liegt, beginnt an der Burgstelle ein früheres Niedermoor. Die Erbauer hatten den Standort der Anlage sorgfältig geplant und legten die Wallanlage genau dort an, wo sich die erhabene Sandinsel der Geest zungenförmig in die moorige Niederung hineinstreckt. Die Burgstelle war einst mit Wald bestanden, den die Erbauer durch Abbrennen gerodet hatten. Dies ließ sich anhand einer bei der Ausgrabung 1934 festgestellten Holzkohleschicht erkennen.

## Entdeckung
Von den im Wald gelegenen Wällen der früheren Burg hatte bis ins 20. Jahrhundert nur die örtliche Bevölkerung Kenntnis. Man hielt die Erhöhungen für eiszeitlich bedingt und sah darin nicht die einstige Befestigungsanlage. Ein Lehrer erkannte die Bedeutung der Wallanlage, als Anfang der 1930er Jahre der Grundstücksbesitzer aus landwirtschaftlichen Gründen ein 90 m langes Wallstück abtrug. Daraufhin wurde die Anlage als schützenswertes Kulturdenkmal erkannt und in ihrer Gesamtheit unter Denkmalschutz gestellt.

## Ausgrabung
Zwischen März und Juni 1934 erfolgte eine archäologische Untersuchung der Befestigungsanlage unter Leitung des Niedersächsischen Landesmuseums Hannover und unter Mitwirkung von Studenten. Bei den umfangreichen Ausgrabungen wurden etwa 25 Grabungsschnitte in den Boden und die Wälle vorgenommen sowie 10 Grabungsflächen großräumig freigelegt. Auch erfolgte eine topografische Aufnahme der Anlage und des Geländes, aus der eine detaillierte Lageskizze (siehe Weblinks) resultiert.

## Aufbau

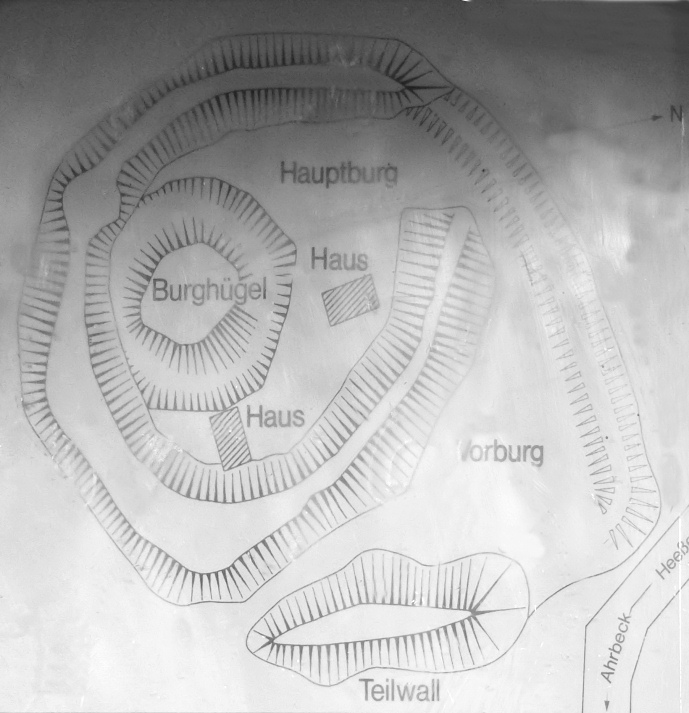
Lageplan der Burganlage

Bei der Burg handelte es sich um eine Niederungsburg vom Typ einer Turmhügelburg, die zusätzlich von Wällen im Stil einer Wallburg umgeben war. Der Kern des Befestigungswerks war ein kleiner Burghügel mit den Ausmaßen von etwa 20 × 20 m. Auf ihm stand vermutlich ein hölzerner Turm, der zu Wehr- als auch zu Wohnzwecken diente. Der Hügel wurde durch einen Graben gesichert. Das Innere der Anlage war durch zwei Tore abgesichert.
Der Burghügel bildet die Hauptburg, um die großräumig ein spiralförmiger Wall herumführt. Außerhalb ergab sich aus einem vorgelagerten Teilwall eine kleinere, dreiecksförmige Vorburg. Die umgebenden Wälle waren aus Lehm, Sand und Plaggen errichtet. Der östliche Teil der Vorburg wurde mit einer Mauer aus Raseneisenstein verstärkt. Die Wälle haben heute noch eine Höhe von etwa 3–5 m. In einem späten Nutzungsstadium entstand die Vorburg durch eine Erweiterung in die Niederung nach Osten. Sie bestand aus einem heute noch vorhandenen, etwa 180 m langen Wall. Er war 5 m breit, aber nur etwa 1 m hoch. Davon bestehen noch Reste am Weg nach Ahrbeck. Vermutlich schloss er früher kreisförmig und große Teile sind wegen landwirtschaftlicher Nutzung des Geländes abgetragen worden. Innerhalb der Vorburg wurde bei der Ausgrabung 1934 ein 1,5 m tiefer Brunnen mit Holzverschalung gefunden.

### Wälle

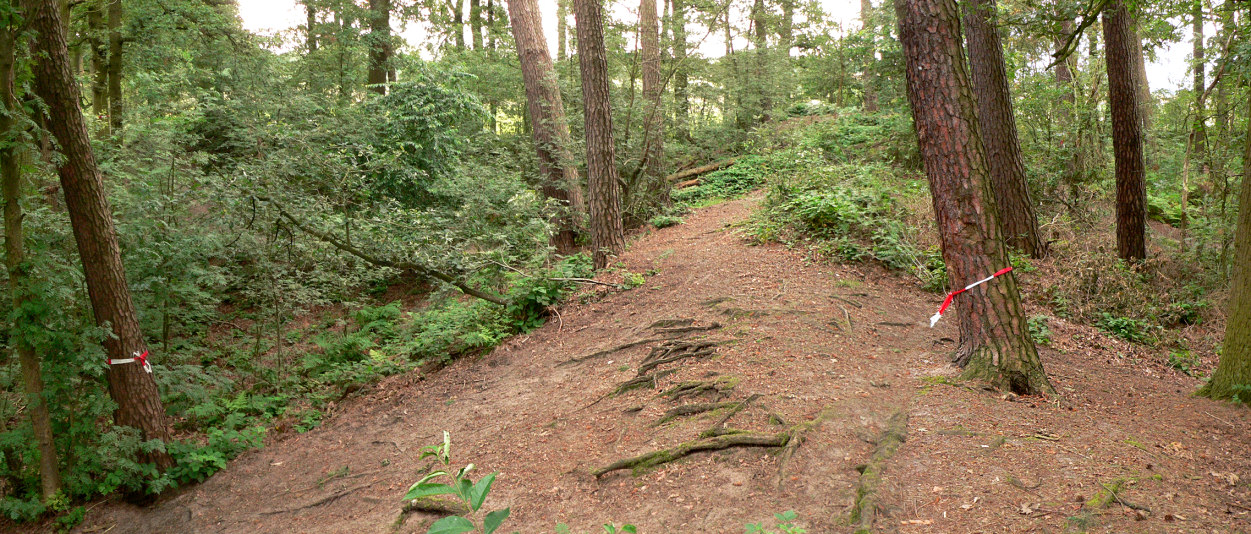
Krone eines Erdwalls, heute unter Wald gelegen

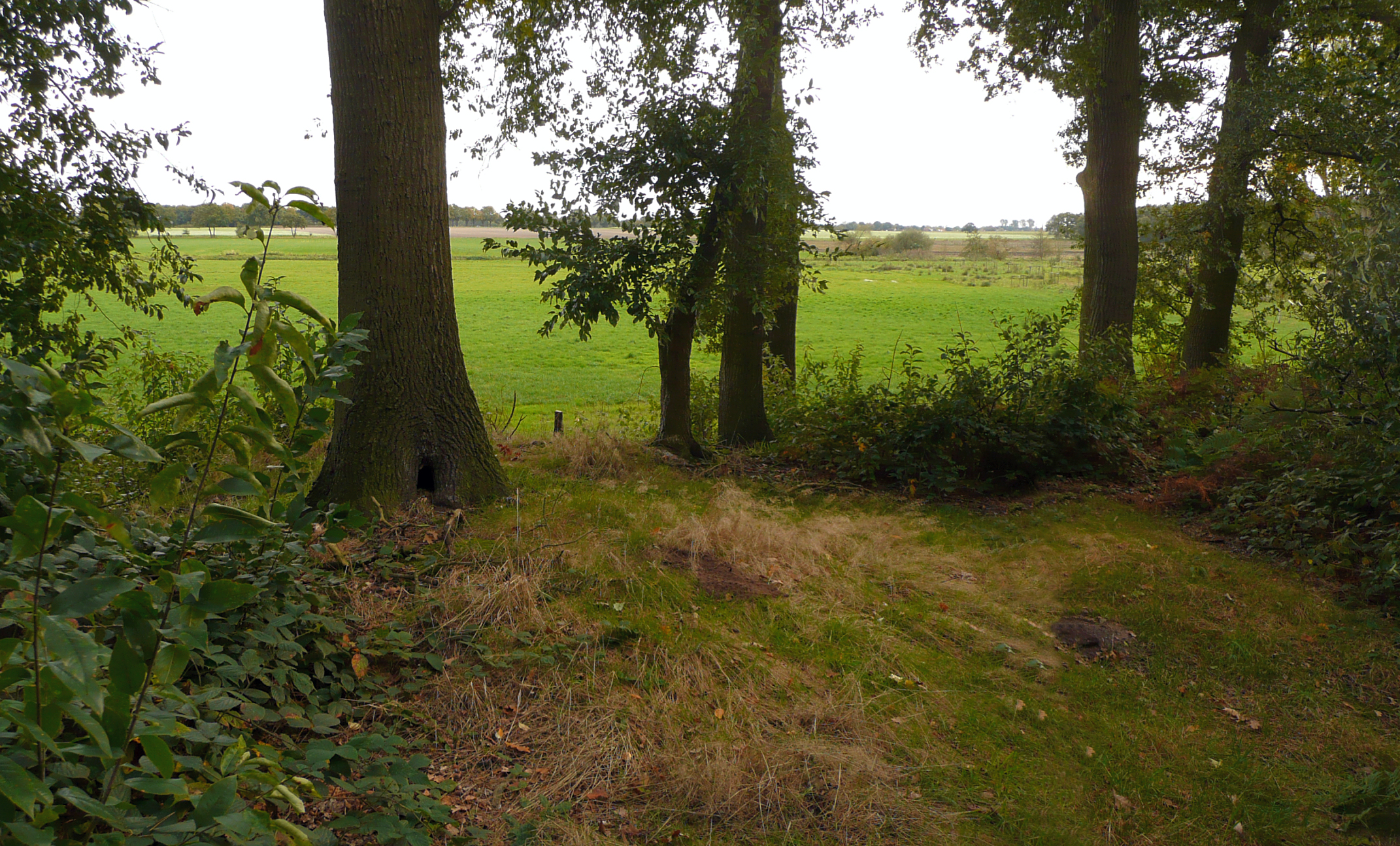
Blick von der Wallkrone auf die umgebenden Wiesen

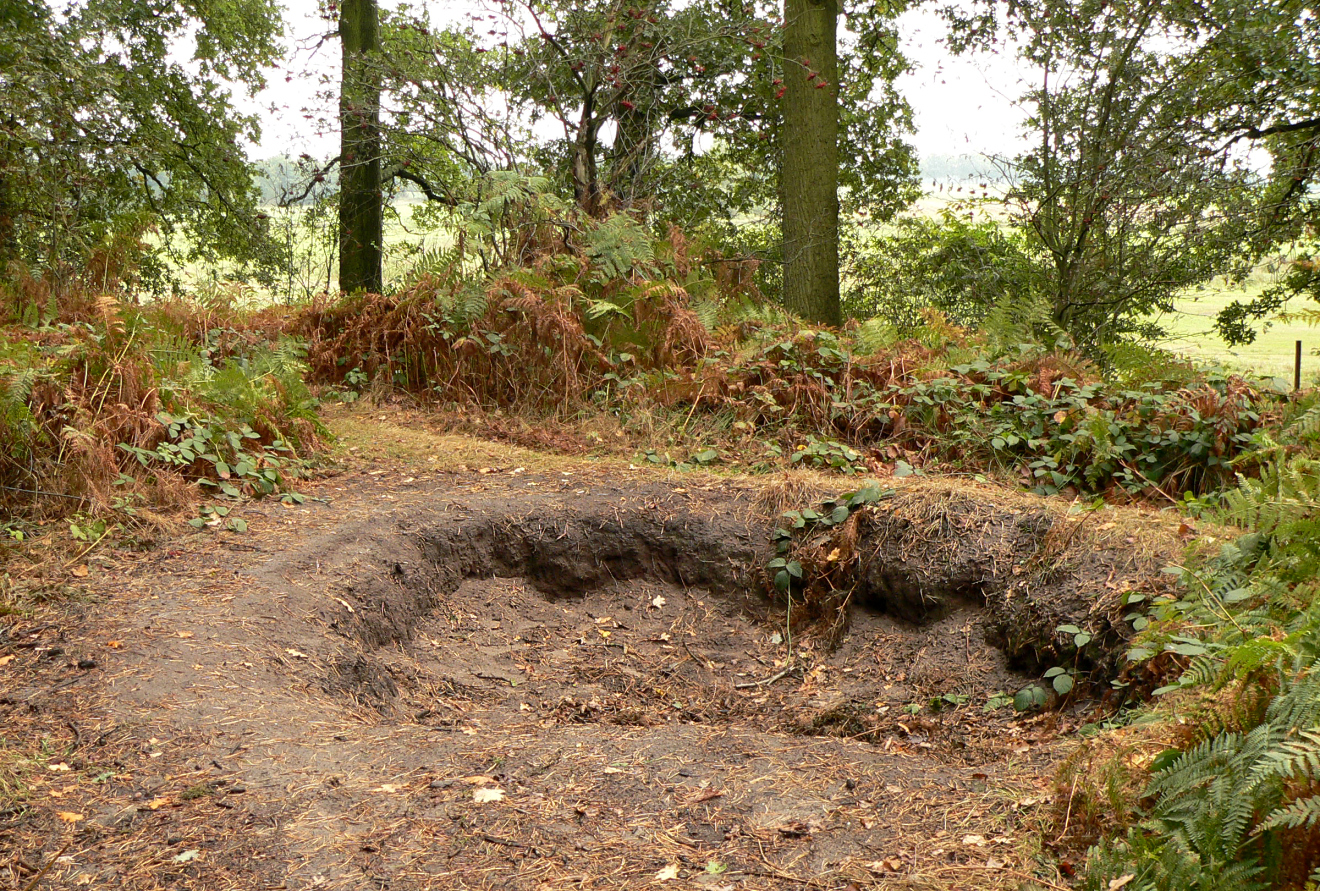
Eingrabung auf der Wallkrone, 2016

Die bis zu 5 m hohen Wälle wurden aus Sand und Plaggen errichtet. Hinweise auf eine Holz-Erde-Bauweise ergaben sich nicht. Im Hauptwall wurde eine etwa 40 cm hohe graue Schicht aus gebranntem Lehm gefunden, bei der es sich um einen eingeebneten Vorgängerwall handelte. Im Bereich des Vorwalls fand sich das Fundament einer 1,3 m starken Mauer aus Raseneisenstein, die früher eine Höhe von 3 m gehabt haben könnte.

### Burghügel
Im Inneren des Hauptwalls liegt der Burghügel mit 2,5 m Höhe und den Ausmaßen von 17 × 25 m². Er war von einem 7 m breiten und 1 m tiefen Graben umgeben. Die Untersuchung des Hügels erbrachte kaum verwertbare Feststellungen. Der Boden war stark gestört durch Wühlarbeiten von Tieren und Grabungen. Im Hügel fanden sich lose Findlingssteine, die man als Fundamentsteine eines früheren Gebäudes mit Holzaufbau ansah.

### Gebäude
Innerhalb der Hauptburg wurden zwei Gebäude gefunden. Es handelt sich um die 70 cm breiten Fundamente eines rechteckigen Gebäudes (10 × 6 m) mit gestampften Lehmboden und gemauertem Herd. Darauf dürfte ein Holzaufbau gestanden haben. Unmittelbar vor dem Haus fand sich eine weitere gemauerte Kochstelle mit Keramikresten. Die Fundamentreste eines zweiten Gebäudes hatten die Ausmaße von 6 × 9 m². Darin fand sich ein noch intakter Lehmboden.

### Fundstücke
Anhand der gefundenen Keramikreste lässt sich die Besiedlungsphase des Burggeländes auf das 8.–13. Jahrhundert datieren. Weitere Funde waren ein Eisensporn, Teile eines Lederschuhs und eine Handmühle zum Getreidemahlen.

## Nutzungstheorie

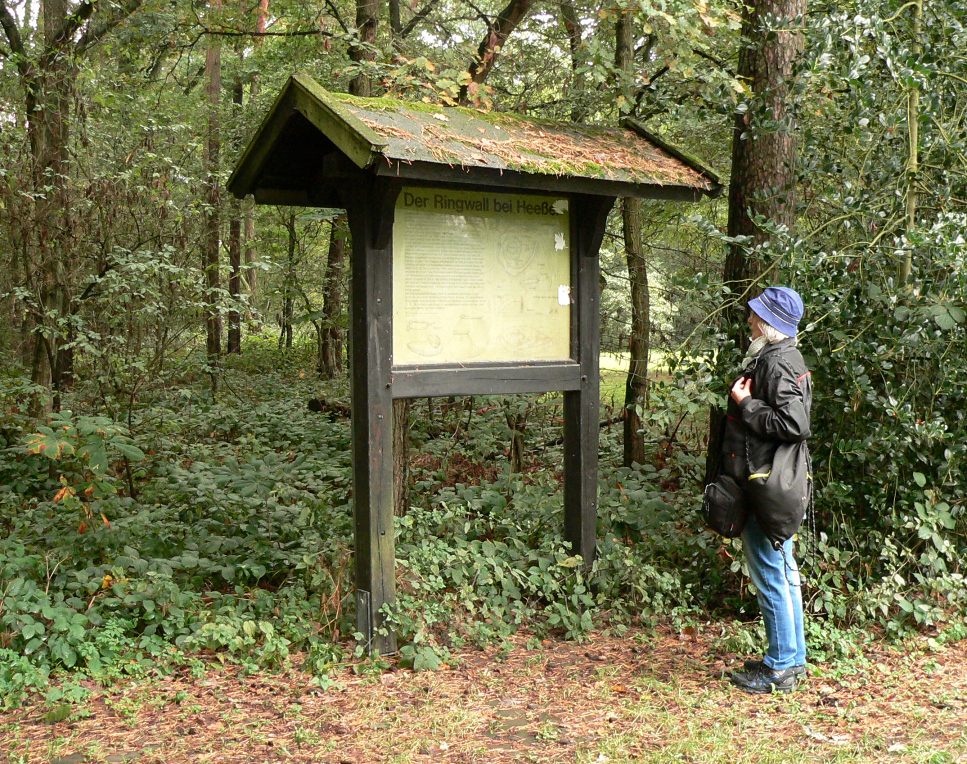
Infotafel an der Burgstelle

Nähere Erkenntnisse über die Erbauer und Nutzer des Ringwalls sowie des Burghügels gibt es bisher nicht. Aufgrund der archäologischen Funde lässt sich die Nutzungsdauer der Anlage dem 8.–13. Jahrhundert mit Schwerpunkt im 10.–11. Jahrhundert zuordnen. Denkbar ist ein unterschiedlicher Entstehungszeitpunkt von Burghügel und Wällen. Bei vergleichbaren Anlagen (siehe: Elmsburg) wurde die mittelalterliche Burg erst Jahrhunderte nach Entstehung eines Ringwalls in diesen integriert. Einer Vermutung nach ist die Burg Heeßel, zumindest zeitweilig, den Adligen von Depenau zuzurechnen. Sie herrschten im 12.–13. Jahrhundert im Raum Burgdorf. Dietrich von Depenau ging um 1236 nach Westpreußen, wo er vom Deutschritterorden eine Burg und Ländereien erhielt. Seine Söhne verwalteten die Besitzungen in Burgdorf, aber durch den Tod von Volrad von Depenau 1283 erlosch das Geschlecht.